# Villeloin-Coulangé
Villeloin-Coulangé è un comune francese di 671 abitanti situato nel dipartimento dell'Indre e Loira nella regione del Centro-Valle della Loira.

## Società

### Evoluzione demografica
Abitanti censiti